# 瓦辛姆縣
瓦辛姆縣是印度的一個縣，位於該國西部，由馬哈拉施特拉邦負責管轄，面積5,150平方公里，2011年人口1,297,160，人口密度每平方公里198人。

## 外部連結
- Washim district official website （页面存档备份，存于）

20°06′04″N 77°08′13″E / 20.101048°N 77.136954°E